# 徐宗 (景泰直隸進士)
徐宗（1426年—？），字叔本，直隸揚州府通州人，民籍，明朝政治人物。進士出身。

## 生平
應天府鄉試第九十五名。景泰五年（1454年）甲戌科會試第三百名，殿試登進士第三甲第一百七十四名。

## 家族
曾祖父徐閏甫。祖父徐士能。父亲徐誠。